# Scandinavian School of Brussels
Scandinavian School of Brussels Arkiveret 5. juni 2016 hos  Wayback Machine (SSB), eller École Reine Astrid, er en nordisk skole i Waterloo i Belgien, som blev grundlagt i 1973. Skolen har cirka 300 elever mellem 2 og 19 år, samt er lokaliseret på Domaine d'Argenteuil omkring 16 kilometer fra det centrale Bruxelles. Skolen tilbyder børnehave, grundskole, gymnasium, International Baccalaureate (IB) Diploma Programme, samt kostskole.
På SSB eksisterer et multikulturelt miljø, hvor der bliver undervist på engelsk, fransk og de nordiske sprog af engagerede lærere og medarbejdere med fokus på læring og den enkelte elev.

## Omgivelserne
På skolen findes et slot fra 1800-tallet (Château d'Argenteuil), hvilket anvendes til kostskolen, kantine, forsamlingslokale, samt undervisning i æstetiske rammer.
Skolens faciliteter på Campus Argenteuil sikrer et trygt og sikkert læringsmiljø i naturskønne omgivelser. Her er bl.a. et bredt tilbud af fritidsaktiviteter: sprog, musik, kreative fag og sport.
Skolen deler faciliteter med Brussels School, Den Norske Skolen i Bryssel, Bogaerts International School, Queen Elisabeth Musik Chapel og European School Brussels Argenteuil.

## Eleverne
De studerende kommer fra Danmark, Finland, Norge og Sverige. De 300 elever og deres familier er primært bosat i Waterloo, Lasne og Sint-Genesius-Rode, hvor få bor i det centrale Bruxelles. Skolen tilbyder desuden hjemmeundervisning i sprog til mere end 100 elever.
1. 1 2 3  "http://www.ssb.be/". Arkiveret fra originalen 14. juni 2016. Hentet 6. juni 2016. {{cite web}}: Ekstern henvisning i |title= (hjælp)